# Řád svatého Pavla Prvního Poustevníka
Řád svatého Pavla Prvního Poustevníka (latinsky Ordo Sancti Pauli Primi Eremitae, maďarsky Szent Pál első remete szerzeteseinek rendje; OSPPE), jehož členové se nazývají též paulíni, je římskokatolický žebravý řád založený ve 13. století v Uhersku.

## Historie
V roce 1783 došlo ke zrušení řady klášterů v Čechách, v Předlitavsku, Štýrsku a dalších oblastech, a politické nepokoje v Uhrách přinesly stejný osud většině uherských klášterů, které do té doby poskytovaly neocenitelné služby náboženství a vzdělání. Zničení letopisů těchto klášterů výrazně ochudilo historické prameny. V Polsku zůstalo jen několik málo klášterů tohoto řádu. Na počátku 20. století existovaly už jen dva paulínské kláštery. Jedním z nich byl kostel svatého Michaela archanděla a svatého Stanislava ze Szczepanówa – biskupa a mučedníka, připojený ke klášteru Na Skałce (Na skále) v Krakově, který založil Jan Długosz a který je považován za národní svatyni. Druhým byl již dříve zmíněný klášter Panny Marie Jasnogórské (Jasná Hora).

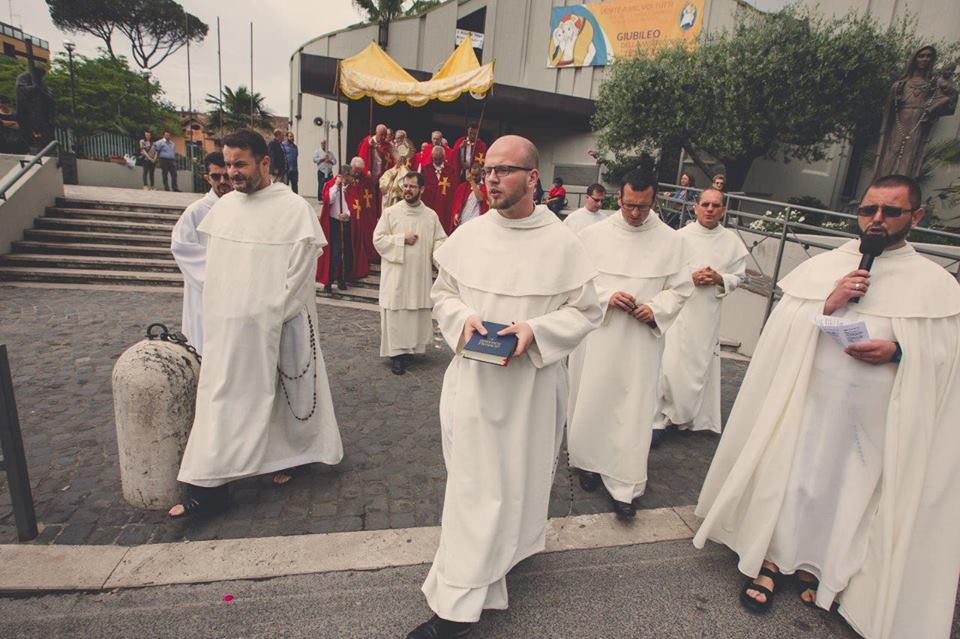
Paulínští řeholníci v procesí na svátek Božího Těla u farnosti sv. Urbana a Vavřince v Prima Porta v Římě

Mezi významné členy řádu patřil Jiří Martinuzzi, biskup z Velkého Varadína (Oradea) a kardinál (zavražděn 16. prosince 1551), významná osobnost uherských dějin; Matthias Fuhrmann z Hernalsu († 1773), rakouský historik a editor Acta sancti Pauli Thebæi; Fortunatus Dürich (1802) a František Faustin Procházka († 1809), kteří se podíleli na překladu Bible do češtiny.

## Charakteristika
Jméno řád převzal po poustevníku sv. Pavlu z Théb. Charakteristické odznaky řádu jsou: hábit z bílého sukna, škapulíř s cingulem a kapucí bílé barvy. Nošení hábitu, avšak hnědé barvy s bílým kloboukem, povolil papež již v roce 1342 pro odlišení od toulavých „mnichů“. Heslo řádu zní „Solus cum Deo solo“ (tj. „Být sám jen s Bohem“).
Náplní činnosti řádu je rozjímání (kontemplace) a pastorace. Klade se velký důraz na vzdělání. Konventuálové se nazývají fratres professi a dělí se na kněze (clerici monachi) a laické bratry. Dříve bylo generální řádové studium ve městě Lepoglava v Chorvatsku. Pro řád je typická úcta k Panně Marii, v jeho správě je mnoho mariánských poutních míst.

## Vedení řádu
Vedení řádu sídlí v polském klášteře Jasná Hora (polsky Jasna Góra) v Čenstochové. Ve světě nyní existuje nejméně 34 klášterů řádu, v nichž žije asi 400 řeholníků, z toho 200 je kněží.

## České kláštery
- první poustevna Přední Výtoň čili Hejrov před rokem 1420
- Obořiště, klášter s kostelem sv. Josefa založen z daru Tomáše Jana Pešiny z Čechorodu z roku 1670, povolení ke stavbě vydal císař Leopold I. roku 1678, stavba byla dokončena roku 1685. Klášter zrušil císař Josef II. roku 1786.
- Konvent paulínů v Moravském Krumlově vznikl roku 1657 převzetím bývalé piaristické koleje, která sama dříve sídlila v někdejším klášteře augustiniánů ze 14. století. Pavlíni zde navázali na vzdělávací činnost piaristů a díky štědré fundaci od knížete Ferdinanda Jana z Liechtensteina provozovali čtyřtřídní gymnázium. Jejich působení trvalo do 17. března 1786, kdy byl klášter zrušen.[2]
- V současnosti jsou v Česku dva řeholní domy paulínů v Ostravě a Plzni.

## Slavné osobnosti řádu
- Augustyn Kordecki
- Jiří Martinuševič
- Volfgang Vuk de Gyula